# GSC8911-3408
GSC8911-3408 — хімічно пекулярна зоря спектрального класу A0, що має видиму зоряну величину в смузі V приблизно  8,9.

## Пекулярний хімічний склад
Зоряна атмосфера GSC8911-3408 має підвищений вміст 
Si
.